# Dahlia capnobela
Dahlia capnobela là một loài bướm đêm trong họ Noctuidae.